# Eva Myrdal
Eva Myrdal, född 6 mars 1956 i Paris, är en svensk arkeolog och forskningsansvarig (enhetsledare) på Östasiatiska museet.
Eva Myrdal var 2004–2007 ordförande i föreningen Folket i Bild/Kulturfront och ansvarig utgivare för tidskriften Folket i Bild/Kulturfront. Hon är sedan decennier en regelbunden fredsförespråkare och Nato-motståndare.
Hon är dotter till författaren och debattören Jan Myrdal, sondotter till Nobelpristagarna Alva och Gunnar Myrdal och halvsyster till agrarhistorikern Janken Myrdal. Hon är gift med journalisten Hashim al-Malki.